# SUDEP
SUDEP (engl. sudden unexpected death in epilepsy, dt. Plötzlicher unerwarteter Tod bei Epilepsie) ist ein plötzlich auftretender, ungeklärter Tod bei Epilepsie ohne Anhaltspunkt für ein relevantes Trauma oder Ertrinken, mit oder ohne Anhaltspunkt für einen vorangegangenen epileptischen Anfall, aber ohne Anhaltspunkt für einen vorangegangenen Status epilepticus. Für Menschen mit Epilepsie besteht im Vergleich zur Allgemeinbevölkerung ein 24-fach erhöhtes Risiko, plötzlich und unerwartet zu sterben.

## Häufigkeit
Der plötzliche Epilepsietod ist die häufigste unmittelbar epilepsiebedingte Todesursache bei Menschen mit Epilepsie.:S. 13 Dieses Risiko betrifft alle Menschen mit Epilepsie, Kinder genauso wie Jugendliche und Erwachsene. Bei Erwachsenen wird die Inzidenz in der Regel mit einem von 1.000 Patienten pro Jahr angegeben. Ging man früher von einer geringeren Inzidenz bei Kindern und Jugendlichen aus, sprechen sich neuere Publikationen auch hier für eine SUDEP-Inzidenz von 1,1 pro 1.000 Patienten pro Jahr aus.
Das individuelle Risiko hängt jeweils von der Schwere der Epilepsie ab. So haben Personen mit schwer behandelbaren Syndromen, z. B. genetisch bedingten Syndromen wie Dup15q, ein höheres Risiko als Personen mit weniger schweren Epilepsieformen. Entgegen früherer Annahmen, kann es aber auch bei vermeintlich „benignen“ Epilepsien oder ganz zu Beginn einer Epilepsieerkrankung zu einem SUDEP kommen.
SUDEP betrifft in vielen Fällen junge Erwachsene. Der durch SUDEP verursachte Verlust an Lebensjahren ist daher erheblich. Bei den neurologischen Erkrankungen steht SUDEP an zweiter Stelle gemessen an den verlorenen Lebensjahren, direkt hinter dem Schlaganfall und noch vor Multipler Sklerose.:S. 14
Ein Problem stellt nach wie vor die verlässliche statistische Erfassung von SUDEP-Todesfällen dar. Eine Anfrage beim statistischen Bundesamt brachte die Auskunft, dass SUDEP nicht in der Todesstatistik in Deutschland aufgeführt wird. Als Grund gibt das statistische Bundesamt an, dass keine Krankheit unter dem Namen SUDEP bekannt ist, da seit 2013 die ICD-10 verpflichtend bei Diagnosen ist. SUDEP wurde allerdings erstmals in der ICD-11 aufgenommen. Diese gilt ab 2021 und wird 2027 verbindlich. Erst mit der Umsetzung der ICD-11 wird es auch eine Erfassung der tatsächlichen Fallzahlen geben.

## Ablauf
Ein SUDEP wird fast immer durch einen vorhergehenden epileptischen Anfall ausgelöst. Gefährdet sind insbesondere Personen, die nachts oder unbeobachtet schwere epileptische Anfälle haben. Es wird davon ausgegangen, dass SUDEP-Todesfälle auf Einflüssen von Anfällen auf das vegetative Nervensystem beruhen. So kann es im Verlauf von epileptischen Anfällen zu erheblichen Veränderungen der Atmung und der Herztätigkeit (Herzfrequenz) kommen. Derzeit wird vermutet, dass SUDEP vor allem durch einen dauerhaften Atemstillstand nach Anfallsende verursacht wird, was wiederum zu einer Sauerstoffunterversorgung und zu einer zunehmenden Verlangsamung der Herztätigkeit (Bradykardien) bis hin zum Herzstillstand führt.
Die meisten Patienten versterben im Schlaf. Das stark erhöhte SUDEP-Risiko bei nächtlichen Anfällen hängt wahrscheinlich damit zusammen, dass die Anfälle seltener bemerkt werden und keine adäquate Überwachung stattfindet, die ein schnelles Eingreifen ermöglichen würde. Ebenfalls zu beachten ist die im Schlaf ohnehin verminderte Reaktionsfähigkeit der Atemfunktionen bei Sauerstoffmangel oder Kohlendioxidüberschuss. Schläft der Patient in Bauchlage, kann dies die Atmung zusätzlich erschweren. Darüber hinaus ist ungeklärt, ob es weitere schlafspezifische Mechanismen gibt, die SUDEP begünstigen.
Die Kommission für Patientensicherheit der Deutschen Gesellschaft für Epileptologie (DGfE) empfiehlt, die Atmung nach einem Anfall für ca. 45 bis 60 Minuten zu beobachten. Setzt die Atmung nicht wieder ein oder treten Atemstörungen auf, sollte zeitnah eingegriffen werden. So wurde etwa berichtet, dass der Einsatz einfacher Maßnahmen wie Berühren oder Lagerung (in die stabile Seitenlage) zu einer Verkürzung der anfallsassoziierten Atmungsstörung und der postiktalen Bewegungslosigkeit führten. Kommt es zu einem völligen Atem- und Kreislaufstillstand, scheint eine rasche kardiopulmonale Reanimation SUDEP verhindern zu können.

## Risikofaktoren
Die Autoren Dennig und May:S. 40 fassen im Jahr 2019 die aktuellen Erkenntnisse zu den Risikofaktoren wie folgt zusammen:
Faktoren, die das Risiko erhöhen
- Sehr wahrscheinlich ist, dass die Häufigkeit generalisiert tonisch-klonischer Anfälle (GTKA) das Risiko für SUDEP erhöht. So ist das SUDEP-Risiko beispielsweise 15-fach höher, wenn solche Anfälle dreimal oder öfter im Jahr auftreten. Für Patienten mit häufigen GTKA kann die SUDEP-Inzidenz auf 18 pro 1.000 Personenjahre ansteigen.
- Mögliche Risikofaktoren sind nach gegenwärtigem Erkenntnisstand z. B. nächtliche Anfälle, spezifische Antiepileptika, Anzahl der Antiepileptika insgesamt, männliches Geschlecht, Intelligenzminderung bzw. geistige Behinderung
- Alle weiteren diskutierten Risikofaktoren (z. B. Mono- vs. Polytherapie, Ursache der Epilepsie [idiopathisch vs. symptomatisch], Dauer der Epilepsie, Alter bei Epilepsiebeginn) sind nach gegenwärtigem Wissenstand nicht hinreichend belegt oder widersprüchlich.

Faktoren, die das SUDEP-Risiko senken
- Wahrscheinlich ist, dass eine nächtliche Überwachung des Patienten durch Geräte, die Anfälle registrieren, oder durch die Anwesenheit einer anderen Person (Co-Sleeping) das SUDEP-Risiko senken kann. Eine solche Überwachung ermöglicht das Bemerken von nächtlichen Anfällen und gibt dadurch auch die Möglichkeit zur Intervention.
- Wahrscheinlich ist auch, dass Anfallsfreiheit (unabhängig vom Anfallstyp) und die Gabe (neuer) Antiepileptika bei therapieschwieriger Epilepsie das SUDEP-Risiko senken können.

## Aufklärungspraxis
Trotz eines Lebenszeitrisikos von 7–8 % sind nur wenige Betroffene oder Angehörige über das SUDEP-Risiko und mögliche Präventionsmaßnahmen informiert. Eine Befragung im deutschsprachigen Raum von 2016 hat gezeigt, dass die Mehrheit der behandelnden Fachärzte nie oder nur selten über den plötzlichen Epilepsietod spricht. Nur eine Minderheit von 2,7 % der befragten Neurologen und Neuropädiater gab an, alle Patienten über SUDEP zu informieren. Ganze 23,3 % sprachen hingegen nie über SUDEP mit ihren Patienten.
Die aktuelle S1-Leitlinie der Deutschen Gesellschaft für Neurologie steht im Gegensatz zu dieser verbreiteten Aufklärungspraxis.

„Der SUDEP (Sudden Unexpected Death in Epilepsy) ist ein oft unterschätztes Phänomen bei Epilepsiepatienten, eine Aufklärung darüber soll – auch zur Verbesserung der Compliance – frühzeitig erfolgen. Eine gute Anfallskontrolle, insbesondere der tonisch-klonischen Anfälle, vermindert das Risiko.“

## Risikoverminderung
Die wichtigste Maßnahme, um das SUDEP-Risiko zu minimieren, ist eine optimale Epilepsiebehandlung. Therapieziel ist dabei immer die Anfallsfreiheit. Ist es nicht möglich, diese zu erreichen, sollte vor allem versucht werden, das Auftreten von tonisch-klonischen Anfällen (TKA) zu kontrollieren.
Schlägt eine medikamentöse Behandlung nicht an, sollte die Suche nach einem anderen Behandlungsweg fortgeführt werden,
- etwa durch eine chirurgische Maßnahme oder
- die Implantierung eines Vagusnerv-Stimulators,
- die stationäre Beobachtung und Untersuchung in Epilepsiezentren. Dort können gelegentlich auch neuere, noch nicht auf dem Markt zugelassene Antiepileptika erfolgreich erprobt werden.
- Kein plötzliches Absetzen von Medikamenten, da dies zu gefährlichen Anfällen führen kann.

Inwieweit weitere Maßnahmen, wie die Anwendung von Überwachungssystemen, SUDEP-Fälle verhindern können, ist wissenschaftlich noch nicht nachgewiesen, aber durchaus wahrscheinlich. Schätzungen zufolge könnten etwa zwei Drittel der SUDEP-Fälle bei alleinlebenden Epilepsiepatienten mit TKA verhindert werden, wenn die TKA vollständig kontrolliert wären oder eine nächtliche Überwachung vorhanden wäre.
Wird ein drohender SUDEP bemerkt, ist es von größter Bedeutung, schnell handeln zu können. Hierfür sollten sich Angehörige und Betreuer von Menschen mit Epilepsie regelmäßig in Erste-Hilfe-Maßnahmen schulen lassen. Nach einem Anfall sollte darauf geachtet werden, dass die Atmung der Person wieder einsetzt. Gegebenenfalls können einfache Maßnahmen, wie Anfassen, Umdrehen und Ansprechen dabei helfen. Die Person sollte ebenfalls aus einer Bauch- oder Rückenlage in eine stabile Seitenlage gebracht werden.:S. 47

## Chirurgischer Eingriff
Die Vermutung, dass das Entfernen eines epileptogenen Areals das SUDEP-Risiko senkt oder sogar normalisiert, untermauern Studien. So wurde nachgewiesen, dass nach epilepsiechirurgischen Temporallappeneingriffen sich die Herztätigkeit selbstständig verbesserte.
Es bleiben jedoch viele Fragen offen, da mit unterschiedlichen Methoden und Gesichtspunkten die Studien durchgeführt wurden und sich so keine absolut gemeinsamen Ergebnisse erzielen ließen. So bleibt der Vergleich von Patientendaten zwischen denen, die für einen epilepsiechirurgischen Eingriff geeignet waren, und denen, die ungeeignet waren und weiterhin medikamentös behandelt werden. Die Vermutung liegt jedoch nahe, dass für den Eingriff geeignete Personen von vornherein ein geringeres SUDEP-Risiko haben.

## Pharmakologische Einflüsse
Es konnte praktisch kein spezielles Antiepileptikum mit einem erhöhten Risiko für SUDEP in Verbindung gebracht werden. Ein Risiko ist bei der Einnahme von mehr als einem Präparat eher gegeben. Geklärt konnte jedoch nicht werden, ob die Medikamente oder die in der Regel schwer behandelbare Epilepsie verantwortlich sind.

## Empfehlungen der Kommission für Patientensicherheit der Deutschen Gesellschaft für Epileptologie
„Therapieziel ist Anfallsfreiheit. Wenn dies nicht möglich ist, soll versucht werden, zumindest TKA zu kontrollieren. Alle Epilepsiepatienten und ihre Angehörigen sollen über SUDEP und Risikofaktoren aufgeklärt werden. Patienten und Angehörige sollen über Maßnahmen informiert werden, die einem erhöhten Risiko bzw. einem drohenden SUDEP entgegenwirken. Die Aufklärung soll in einem persönlichen Gespräch erfolgen, bei Diagnosestellung oder später. Die Aufklärung sollte dokumentiert werden. Wearables zur Detektion von TKA können empfohlen werden. Bei persistierenden TKA sollen Therapieversuche zur Anfallskontrolle fortgeführt werden. Nach SUDEP sollten Hinterbliebene kontaktiert werden.“